# La Chapelle-Grésignac
Bản mẫu:Voir homonymes
La Chapelle-Grésignac (trong tiếng Occitan La Chapela de Gresinhac) là một xã của Pháp, nằm ở tỉnh Dordogne trong vùng Aquitaine của Pháp. Xã này có diện tích 6,95 km2, dân số năm 2005 là 131 người. Xã nằm ở khu vực có độ cao trung bình 125 m trên mực nước biển.

## Thông tin nhân khẩu
| Năm    | 1962 | 1968 | 1975 | 1982 | 1990 | 1999 | 2005 |
| ------ | ---- | ---- | ---- | ---- | ---- | ---- | ---- |
| Dân số | 193  | 165  | 146  | 136  | 126  | 112  | 131  |